# Klaus Vanhoutte
Klaus Vanhoutte (Sint-Truiden, 11 augustus 1965) is de beheerder van de Belgische Raad van State. Hij is licentiaat in de letteren en wijsbegeerte en behaalde een academische bachelor in de rechten.

## Publicaties
- Procedures voor de Raad van State, Mys en Breesch
- Gecoördineerde wetten op de Raad van State (gean. wetboek), Die keure